# 효창
효창(孝昌)은 중국 북위(北魏) 효명제(孝明帝)의 네 번째 연호이다. 525년 6월에서 528년 정월까지 2년 8개월 동안 사용하였다.
같은 시기에 사용된 다른 연호로는 양(梁)에서 사용한 보통(普通 : 520년 ~ 527년), 대통(大通 : 527년 ~ 529년)이 있다.

## 개원
정광(正光) 6년 6월 10일(525년 7월 15일)에 효창(孝昌)으로 개원함.

## 연대대조표
| 효창                | 원년           | 2년        | 3년                 | 4년        |
| 서력                | 525년          | 526년      | 527년               | 528년      |
| 육십간지 (六十干支) | 을사(乙巳)     | 병오(丙午) | 정미(丁未)          | 무신(戊申) |
| 양 (梁)             | 보통(普通) 6년 | 7년        | 8년 대통(大通) 원년 | 2년        |

## 삭일(1일)
| 효창 원년 (525년) | 1월             | 2월             | 3월             | 4월             | 5월             | 6월             | 7월             | 8월             | 9월             | 10월            | 11월            | 12월            |                 |
| ----------------- | --------------- | --------------- | --------------- | --------------- | --------------- | --------------- | --------------- | --------------- | --------------- | --------------- | --------------- | --------------- | --------------- |
| 삭일(음력)        | 병오일 (丙午日) | 병자일 (丙子日) | 을사일 (乙巳日) | 을해일 (乙亥日) | 을사일 (乙巳日) | 갑술일 (甲戌日) | 갑진일 (甲辰日) | 계유일 (癸酉日) | 계묘일 (癸卯日) | 임신일 (壬申日) | 임인일 (壬寅日) | 신미일 (辛未日) |                 |
| 율리우스력        | 525년 2월 8일   | 3월 10일        | 4월 8일         | 5월 8일         | 6월 7일         | 7월 6일         | 8월 5일         | 9월 3일         | 10월 3일        | 11월 1일        | 12월 1일        | 12월 30일       |                 |
| 효창 2년 (526년)  | 1월             | 2월             | 3월             | 4월             | 5월             | 6월             | 7월             | 8월             | 9월             | 10월            | 11월            | 윤11월          | 12월            |
| 삭일(음력)        | 신축일 (辛丑日) | 경오일 (庚午日) | 경자일 (庚子日) | 기사일 (己巳日) | 기해일 (己亥日) | 무진일 (戊辰日) | 무술일 (戊戌日) | 정묘일 (丁卯日) | 정유일 (丁酉日) | 정묘일 (丁卯日) | 병신일 (丙申日) | 병인일 (丙寅日) | 을미일 (乙未日) |
| 율리우스력        | 526년 1월 29일  | 2월 27일        | 3월 29일        | 4월 27일        | 5월 27일        | 6월 25일        | 7월 25일        | 8월 23일        | 9월 22일        | 10월 22일       | 11월 20일       | 12월 20일       | 527년 1월 18일  |
| 효창 3년 (527년)  | 1월             | 2월             | 3월             | 4월             | 5월             | 6월             | 7월             | 8월             | 9월             | 10월            | 11월            | 12월            |                 |
| 삭일(음력)        | 을축일 (乙丑日) | 갑오일 (甲午日) | 갑자일 (甲子日) | 계사일 (癸巳日) | 계해일 (癸亥日) | 임진일 (壬辰日) | 임술일 (壬戌日) | 신묘일 (辛卯日) | 신유일 (辛酉日) | 경인일 (庚寅日) | 경신일 (庚申日) | 기축일 (己丑日) |                 |
| 율리우스력        | 527년 2월 17일  | 3월 18일        | 4월 17일        | 5월 16일        | 6월 15일        | 7월 14일        | 8월 13일        | 9월 11일        | 10월 11일       | 11월 9일        | 12월 9일        | 528년 1월 7일   |                 |
| 효창 4년 (528년)  | 1월             | 2월             | 3월             | 4월             | 5월             | 6월             | 7월             | 8월             | 9월             | 10월            | 11월            | 12월            |                 |
| 삭일(음력)        | 기미일 (己未日) | 기축일 (己丑日) | 무오일 (戊午日) | 무자일 (戊子日) | 정사일 (丁巳日) | 정해일 (丁亥日) | 병진일 (丙辰日) | 병술일 (丙戌日) | 을묘일 (乙卯日) | 을유일 (乙酉日) | 갑인일 (甲寅日) | 갑신일 (甲申日) |                 |
| 율리우스력        | 528년 2월 6일   | 3월 7일         | 4월 5일         | 5월 5일         | 6월 3일         | 7월 3일         | 8월 1일         | 8월 31일        | 9월 29일        | 10월 29일       | 11월 28일       | 12월 27일       |                 |

## 같이 보기
- 중국의 연호

| 이전 연호 정광(正光) | 중국의 연호 북위(北魏) | 다음 연호 무태(武泰) |